# Адміністративний устрій Ізяславського району
Адміністративний устрій Ізяславського району — адміністративно-територіальний поділ Ізяславського району Хмельницької області на 1 сільську громаду, 1 міську та 26 сільських рад, які об'єднують 92 населені пункти та підпорядковані Ізяславській районній раді. Адміністративний центр — місто Ізяслав.

## Список громадІзяславського району
| № | Назва                        | Центр     | Населені пункти | Площа км² | Місце за площею | Населення (2001), чол. | Місце за населенням |
| - | ---------------------------- | --------- | --- | --------- | --------------- | ---------------------- | ------------------- |
| 1 | Плужненська сільська громада | с. Плужне | Велика Радогощ, Гаврилівка, Добрин, Закриничне, М'якоти, Мала Радогощ, Нова Гутиська, Плужне, Стара Гутиська, Хотень Другий, Хотень Перший, Шекеринці. | 176,649   |                 | 7089                   |                     |

## Список радІзяславського району
| №  | Назва                            | Центр             | Населені пункти                                                      | Площа км² | Місце за площею | Населення (2001), чол. | Місце за населенням |
| -- | -------------------------------- | ----------------- | -------------------------------------------------------------------- | --------- | --------------- | ---------------------- | ------------------- |
| 1  | Ізяславська міська рада          | м. Ізяслав        | м. Ізяслав                                                           | 23,91     | 25              | 18322                  | 1                   |
| 2  | Білівська сільська рада          | с. Білеве         | с. Білеве с. Кіндратки с. Припутенка с. Припутні                     | 39,158    | 15              | 1454                   | 9                   |
| 3  | Білогородська сільська рада      | с. Білогородка    | с. Білогородка с. Рокитне                                            | 52,214    | 8               | 1868                   | 7                   |
| 4  | Білотинська сільська рада        | с. Білотин        | с. Білотин с. Комини с. Півнева Гора                                 | 65,070    | 5               | 416                    | 30                  |
| 5  | Борисівська сільська рада        | с. Борисів        | с. Борисів с. Сторониче                                              | 73,299    | 3               | 1650                   | 8                   |
| 6  | Великопузирківська сільська рада | с. Великі Пузирки | с. Великі Пузирки с. Мала Медведівка с. Тарасівка                    | 27,004    | 23              | 627                    | 26                  |
| 7  | Двірецька сільська рада          | с. Двірець        | с. Двірець с. Білижинці                                              | 32,213    | 20              | 805                    | 21                  |
| 8  | Дертківська сільська рада        | с. Дертка         | с. Дертка с. Лісна с. Михайлівка с. Новосілка с. Сивір               | 47,601    | 9               | 472                    | 29                  |
| 9  | Завадинецька сільська рада       | с. Завадинці      | с. Завадинці с. Калетинці с. Дібровка                                | 17,256    | 30              | 537                    | 27                  |
| 10 | Клубівська сільська рада         | с. Клубівка       | с. Клубівка с. Васьківці с. Ревуха                                   | 30,128    | 21              | 2618                   | 3                   |
| 11 | Кунівська сільська рада          | с. Кунів          | с. Кунів с. Антонівка с. Долоччя с. Кам'янка                         | 55,649    | 7               | 1265                   | 11                  |
| 12 | Ліщанська сільська рада          | с. Ліщани         | с. Ліщани с. Бейзими с. Григорівка с. Даньківці с. Чепці с. Шевченка | 40,574    | 13              | 1246                   | 12                  |
| 13 | Лютарська сільська рада          | с. Лютарка        | с. Лютарка с. Михля с. Мокрець с. Новостав                           | 63,705    | 6               | 1892                   | 6                   |
| 14 | Мислятинська сільська рада       | с. Мислятин       | с. Мислятин с. Більчин с. Більчинка с. Лопушне                       | 39,339    | 14              | 1245                   | 13                  |
| 15 | Михнівська сільська рада         | с. Михнів         | с. Михнів с. Закружці с. Покощівка                                   | 42,587    | 11              | 1402                   | 10                  |
| 16 | Новосільська сільська рада       | с. Нове Село      | с. Нове Село с. Свириди                                              | 33,930    | 19              | 1199                   | 15                  |
| 17 | Поліська сільська рада           | с. Поліське       | с. Поліське                                                          | 20,785    | 28              | 704                    | 23                  |
| 18 | Радошівська сільська рада        | с. Радошівка      | с. Радошівка с. Путринці                                             | 90,171    | 1               | 2104                   | 5                   |
| 19 | Ріпківська сільська рада         | с. Ріпки          | с. Ріпки                                                             | 22,715    | 27              | 775                    | 22                  |
| 20 | Сахновецька сільська рада        | с. Сахнівці       | с. Сахнівці с. Влашанівка с. Кропивна                                | 38,991    | 16              | 987                    | 17                  |
| 21 | Сошненська сільська рада         | с. Сошне          | с. Сошне с. Заріччя с. Іванівка с. Криволука                         | 38,191    | 17              | 680                    | 25                  |
| 22 | Теліжинецька сільська рада       | с. Теліжинці      | с. Теліжинці с. Калинівка с. Мирне с. Пильки с. Чижівка              | 44,826    | 10              | 1213                   | 14                  |
| 23 | Тернавська сільська рада         | с. Тернавка       | с. Тернавка с. Сохужинці                                             | 41,516    | 12              | 863                    | 18                  |
| 24 | Тишевицька сільська рада         | с. Тишевичі       | с. Тишевичі с. Зубарі с. Нечаївка                                    | 22,770    | 26              | 689                    | 24                  |
| 25 | Топорівська сільська рада        | с. Топори         | с. Топори с. Топірчики                                               | 19,915    | 29              | 508                    | 28                  |
| 26 | Христівська сільська рада        | с. Христівка      | с. Христівка с. Сморшки                                              | 28,189    | 22              | 814                    | 20                  |
| 27 | Щуровецька сільська рада         | с. Щурівці        | с. Щурівці с. Забрід с. Підлісці с. Щурівчики                        | 35,154    | 18              | 1060                   | 16                  |

* Примітки: м. — місто, с-ще — селище, смт — селище міського типу, с. — село